# Synoikismos
Synoikismos (altgriechisch συνοικισμός) bezeichnet die geplante und/oder angeordnete Zusammenlegung mehrerer Dörfer zu einer Stadt. Meist wird der Begriff in den Altertumswissenschaften gebraucht in Bezug auf die Gründung der Poleis vor oder in der archaischen Zeit im antiken Griechenland.
Jeder Synoikismos forderte Opfer. Er wurde gegen den Widerstand vieler vollzogen, die vor die Entscheidung zwischen Vernichtung, Bleiben in ungesicherter Umgebung oder Umsiedlung gestellt waren. „Es ist eine in der ganzen übrigen Geschichte Griechenlands kaum wieder vorgekommene Häufung von bitteren Schmerzen …“, die der Gründung einer jeden Polis vorausging. In der Regel dürften zuerst starke Minderheiten die Synoikismen durchgesetzt haben. Spätere Zusammenführungen dagegen wurden eher durch die Notwendigkeit veranlasst, unter schwierigen Bedingungen das Überleben eines Stammes zu ermöglichen.

## Beispiele
Durch Synoikismos entstandene Städte sind:
- Athen – bisher nur durch Mythen belegt
- Sparta
- Megalopolis
- Kassope
- Nikopolis – Gründung der Stadt 31 v. Chr. von Octavian durch Zusammenlegung der Städte Kalydon, Ambrakia und Kassope
- Olynth – Erweiterung der Stadt durch Zusammenschluss der chalkidischen Küstenstädte Mekyberna, Singos und Gale im Jahre 432 v. Chr.
- Thessaloniki – Gründung 315 v. Chr. durch Kassandros durch Zusammenlegung von 26 Orten am Thermaischen Golf
- Rom